# Strikt Vertrouwelijk
'Strikt Vertrouwelijk' (oorspr. titel: L.A. Confidential) is een misdaadroman, geschreven door de Amerikaan James Ellroy. Het is het derde deel van zijn LA-kwartet.
Het boek werd in 1997 verfilmd door Curtis Hanson onder de oorspronkelijke titel L.A. Confidential.